# Olmo, Haute-Corse
Olmo là một xã ở tỉnh Haute-Corse department of France on the island of Corse, Pháp. Xã này có diện tích 4,5 km², dân số năm 1999 là 168 người. Khu vực này có độ cao 580 mét trên mực nước biển.
Thị trấn này có chung tổng Alto-di-Casaconi với Monte, Volpajola, Campile, Prunelli-di-Casacconi, Ortiporio, Campitello, Canavaggia, Lento, Bigorno, Scolca, Crocicchia và Penta-Acquatella.